# کپوردندان سوراخ شیاطین
ماهی کپوردندان سوراخ شیاطین با نام علمی Cyprinodon diabolis یک گونه ماهی است که بومی سوراخ شیاطین در نوادای آمریکا است. محل زندگی این ماهی یک آبخوان زمین‌گرمایی در میان سنگ‌های آهکی غاری در شرق دره مرگ است. این ماهی کمیاب‌ترین ماهی جهان شناخته شده‌است و جمعیت آن از سال ۲۰۰۵ تا کنون کمتر از ۲۰۰ مورد بوده‌است. پژوهش‌ها نشان داده‌است که این گونه احتمالاً در ۱۰۰۰  یا ۶۰ هزار سال پیش در این آبخوان پرورش یافته‌است.
از سال ۱۹۶۷ که این گونه در معرض خطر اعلام شده‌است، از آن حفاظت می‌شود.